# Myicola formosanus
Myicola formosanus is een eenoogkreeftjessoort uit de familie van de Myicolidae. De wetenschappelijke naam van de soort is voor het eerst geldig gepubliceerd in 1999 door Lin & Ho.